# NASCAR-Craftsman-Truck-Series-Saison 2007

Das Logo der NASCAR Craftsman Truck Series.

Die NASCAR-Craftsman-Truck-Series-Saison 2007 begann am 16. Februar 2007 auf dem Daytona International Speedway mit dem Chevy Silverado HD 250 und endete am 16. November 2007 mit dem Ford 200 auf dem Homestead-Miami Speedway.

## Teilnehmer
| Nummer | Fahrer                                                 | Sponsoren                                                                                 | Automarke | Team                        |
| ------ | ------------------------------------------------------ | ----------------------------------------------------------------------------------------- | --------- | --------------------------- |
| #00    | Josh Wise / A. J. Allmendinger / Ken Butler III        | Red Bull/Aaron’s                                                                          | Toyota    | Darrell Waltrip Motorsports |
| #07    | Tim Sauter (R)                                         | Lester Buildings                                                                          | Chevrolet | Green Light Racing          |
| #08    | Chad McCumbee                                          | The GPS Store / Garmin                                                                    | Chevrolet | Green Light Racing          |
| #09    | Joey Clanton / Stacy Compton                           | Zaxby’s                                                                                   | Ford      | Wood Brothers/JTG Racing    |
| #1     | Aaron Fike (R) / David Green / Jason Leffler           | Red Horse Racing / RFMS                                                                   | Toyota    | Red Horse Racing            |
| #2     | Kevin Harvick / Clint Bowyer / Cale Gale               | Camping World / RVs.com                                                                   | Chevrolet | Kevin Harvick Incorporated  |
| #4     | Mike Bliss / Kevin Hamlin                              | Open Joist / Dodge                                                                        | Dodge     | Bobby Hamilton Racing       |
| #5     | Mike Skinner                                           | Toyota Tundra                                                                             | Toyota    | Bill Davis Racing           |
| #6     | Travis Kvapil                                          | K&N Engineering, Inc./K&N Filters                                                         | Ford      | Roush Fenway Racing         |
| #7     | Jason White (R)                                        | Hooters Energy-Drink                                                                      | Dodge     | Pennington Motorsports      |
| #8     | Blake Bjorklund (R)/ Chad McCumbee                     | Blue Ox Products                                                                          | Chevrolet | MRD Motorsports             |
| #9     | Ted Musgrave                                           | Automotive Service Excellence                                                             | Toyota    | Germain Racing              |
| #10    | David Starr                                            | MaxxForce Diesel                                                                          | Ford      | Circle Bar Racing           |
| #13    | Willie Allen (R)                                       | National Pork Board                                                                       | Chevrolet | ThorSport Racing            |
| #14    | Rick Crawford                                          | Power Stroke Diesel                                                                       | Ford      | Circle Bar Racing           |
| #15    | Bill Lester                                            | Bowen Family Homes / Manheim Auctions                                                     | Chevrolet | Billy Ballew Motorsports    |
| #16    | Stacy Compton / Kelly Bires / Matt McCall / Mike Bliss | Melling Engine Parts                                                                      | Ford      | Xpress Motorsports          |
| #18    | Ken Schrader / Joe Ruttman                             | Fastenal                                                                                  | Dodge     | Bobby Hamilton Racing       |
| #21    | Kelly Bires (R) / Mark Martin / Jon Wood / Keven Wood  | United States Air Force / Bad Boy Mowers / Bush's Baked Beans / Bubba Burger / Ravenswood | Ford      | Wood Brothers/JTG Racing    |
| #22    | Ryan Mathews                                           | -                                                                                         | Toyota    | Bill Davis Racing           |
| #23    | Johnny Benson                                          | Toyota Certified Used Vehicles / Exide Batteries / 360 OTC                                | Toyota    | Bill Davis Racing           |
| #27    | Jacques Villeneuve                                     | UNICEF/Sonax                                                                              | Toyota    | Bill Davis Racing           |
| #30    | Todd Bodine                                            | Lumber Liquidators                                                                        | Toyota    | Germain Racing              |
| #33    | Ron Hornaday Jr.                                       | Camping World / Allstates Employee Services                                               | Chevrolet | Kevin Harvick Incorporated  |
| #40    | Clay Rogers / Shane Huffman / Mike Bliss               | Curtis Key Plumbing                                                                       | Chevrolet | Key Motorsports             |
| #44    | Larry Foyt / Morgan Shepherd / Frank Kreyer            | Silestone USA/Culver's                                                                    | Chevrolet | Key Motorsports             |
| #47    | Jesus Hernandez / Kraig Kinser / Travis Kittleson      | Ginn Resorts                                                                              | Chevrolet | Morgan-Dollar Motorsports   |
| #50    | Peter Shepherd / Carl Edwards / T. J. Bell             | Ortho / Heathcliff's Cat Litter                                                           | Ford      | Roush Fenway Racing         |
| #51    | Kyle Busch/Kelly Sutton                                | Flanders Beef Patties/Copaxone                                                            | Chevy     | Billy Ballew Motorsports    |
| #59    | Terry Cook                                             | Melling Engine Parts                                                                      | Toyota    | HT Motorsports              |
| #60    | Jack Sprague                                           | Con-Way Transportation                                                                    | Toyota    | Wyler Racing                |
| #63    | Jason White / Jack Smith / Scott Lynch                 | GunBroker.com / Cooper Bussman                                                            | Ford      | MB Motorsports              |
| #75    | Dennis Setzer                                          | Spears Manufacturing                                                                      | Chevrolet | Spears Motorsports          |
| #77    | Brendan Gaughan                                        | South Point                                                                               | Chevrolet | South Point Racing          |
| #88    | Matt Crafton                                           | Menards                                                                                   | Chevrolet | ThorSport Racing            |
| #95    | Wayne Edwards                                          | -                                                                                         | Ford      | Upshaw Racing               |
| #99    | Erik Darnell                                           | Northern Tool and Equipment                                                               | Ford      | Roush Fenway Racing         |

(R) = Rookie (Neuling)

## Rennkalender 2007
| Datum         | Rennstrecke                           | Rennen                                        | Pole-Position    | Sieger           |
| ------------- | ------------------------------------- | --------------------------------------------- | ---------------- | ---------------- |
| 16. Februar   | Daytona International Speedway        | Chevy Silverado HD 250                        | Jack Sprague     | Jack Sprague     |
| 23. Februar   | California Speedway                   | San Bernardino County 200                     | Carl Edwards     | Mike Skinner     |
| 16. März      | Atlanta Motor Speedway                | American Commercial Lines 200                 | Mike Skinner     | Mike Skinner     |
| 31. März      | Martinsville Speedway                 | Kroger 250                                    | Mike Skinner     | Mike Skinner     |
| 28. April     | Kansas Speedway                       | O’Reilly Auto Parts 250                       | Mike Skinner     | Erik Darnell     |
| 18. Mai       | Lowe’s Motor Speedway                 | Quaker Steak and Lube 200                     | Mike Skinner     | Ron Hornaday Jr. |
| 26. Mai       | Mansfield Motorsports Speedway        | Ohio 250                                      | Mike Skinner     | Dennis Setzer    |
| 1. Juni       | Dover International Speedway          | AAA Insurance 200                             | Mike Skinner     | Ron Hornaday Jr. |
| 8. Juni       | Texas Motor Speedway                  | Sam’s Town 400                                | Todd Bodine      | Todd Bodine      |
| 16. Juni      | Michigan International Speedway       | Con-way Freight 200                           | Travis Kvapil    | Travis Kvapil    |
| 22. Juni      | Milwaukee Mile                        | Toyota Tundra Milwaukee 200                   | Mike Skinner     | Johnny Benson    |
| 30. Juni      | Memphis Motorsports Park              | MemphisTravel.com 200                         | Brad Keselowski  | Travis Kvapil    |
| 14. Juli      | Kentucky Speedway                     | Built Ford Tough 225                          | Ryan Mathews     | Mike Skinner     |
| 27. Juli      | O’Reilly Raceway Park at Indianapolis | Power Stroke Diesel 200                       | Mike Skinner     | Ron Hornaday Jr. |
| 11. August    | Nashville Superspeedway               | Toyota Tundra 200                             | Mike Skinner     | Travis Kvapil    |
| 22. August    | Bristol Motor Speedway                | O’Reilly 200                                  | Travis Kvapil    | Johnny Benson    |
| 1. September  | Gateway International Raceway         | Missouri/Illinois Dodge Dealers Ram Tough 200 | Mike Skinner     | Johnny Benson    |
| 15. September | New Hampshire International Speedway  | New Hampshire 200                             | Ron Hornaday Jr. | Ron Hornaday Jr. |
| 22. September | Las Vegas Motor Speedway              | Smith’s Las Vegas 350                         | Travis Kvapil    | Travis Kvapil    |
| 6. Oktober    | Talladega Superspeedway               | Mountain Dew 250                              | Todd Bodine      | Todd Bodine      |
| 20. Oktober   | Martinsville Speedway                 | Kroger 200                                    | Jack Sprague     | Mike Skinner     |
| 27. Oktober   | Atlanta Motor Speedway                | EasyCare Vehicle Service Contracts 200        | Ron Hornaday Jr. | Kyle Busch       |
| 2. November   | Texas Motor Speedway                  | Silverado 350K                                | Mike Skinner     | Ted Musgrave     |
| 9. November   | Phoenix International Raceway         | Casino Arizona 150                            | Mike Skinner     | Kyle Busch       |
| 16. November  | Homestead-Miami Speedway              | Ford 200                                      | Jon Wood         | Johnny Benson    |

## Rennen

### Chevrolet Silverado HD 250 – Daytona Beach, Florida
Das erste Rennen der Saison fand am 17. Februar 2007 auf dem Daytona International Speedway in Daytona Beach, Florida statt
Fahrer, der sich nicht für das Rennen qualifizierte: Wayne Edwards (#95)
Top 10 Platzierungen:
| Platz | Nr. | Fahrer           | Team                       |
| ----- | --- | ---------------- | -------------------------- |
| 1     | #60 | Jack Sprague     | Wyler Racing               |
| 2     | #23 | Johnny Benson    | Bill Davis Racing          |
| 3     | #6  | Travis Kvapil    | Roush Fenway Racing        |
| 4     | #5  | Mike Skinner     | Bill Davis Racing          |
| 5     | #30 | Todd Bodine      | Germain Racing             |
| 6     | #09 | Joey Clanton     | Wood Brothers/JTG Racing   |
| 7     | #33 | Ron Hornaday Jr. | Kevin Harvick Incorporated |
| 8     | #88 | Matt Crafton     | ThorSport Racing           |
| 9     | #9  | Ted Musgrave     | Germain Racing             |
| 10    | #14 | Rick Crawford    | Circle Bar Racing          |

### San Bernardino County 200 – Fontana, Kalifornien
Das zweite Rennen der Saison fand am 23. Februar 2007 auf dem California Speedway in Fontana, Kalifornien statt.
Top 10 Platzierungen:
| Platz | Nr. | Fahrer           | Team                       |
| ----- | --- | ---------------- | -------------------------- |
| 1     | #5  | Mike Skinner     | Bill Davis Racing          |
| 2     | #33 | Ron Hornaday Jr. | Kevin Harvick Incorporated |
| 3     | #60 | Jack Sprague     | Wyler Racing               |
| 4     | #50 | Carl Edwards     | Roush Fenway Racing        |
| 5     | #9  | Ted Musgrave     | Germain Racing             |
| 6     | #23 | Johnny Benson    | Bill Davis Racing          |
| 7     | #30 | Todd Bodine      | Germain Racing             |
| 8     | #2  | Kevin Harvick    | Kevin Harvick Incorporated |
| 9     | #14 | Rick Crawford    | Circle Bar Racing          |
| 10    | #40 | Mike Bliss       | Key Motorsports            |

### American Commercial Lines 200 – Hampton, Georgia
Das dritte Rennen der Saison fand am 16. März 2007 auf dem Atlanta Motor Speedway in Hampton, Georgia statt
Top 10 Platzierungen:
| Platz | Nr. | Fahrer          | Team                       |
| ----- | --- | --------------- | -------------------------- |
| 1     | #5  | Mike Skinner    | Bill Davis Racing          |
| 2     | #30 | Todd Bodine     | Germain Racing             |
| 3     | #88 | Matt Crafton    | ThorSport Racing           |
| 4     | 10  | Rick Crawford   | Circle Bar Racing          |
| 5     | 2   | Clint Bowyer    | Kevin Harvick Incorporated |
| 6     | 77  | Brendan Gaughan | South Point Racing         |
| 7     | 75  | Dennis Setzer   | Spears Motorsports         |
| 8     | 9   | Ted Musgrave    | Germain Racing             |
| 9     | 09  | Joey Clanton    | Wood Brothers/JTG Racing   |
| 10    | 7   | Kelly Bires     | Wood Brothers/JTG Racing   |

### Kroger 250 – Martinsville, Virginia
Das vierte Rennen der Saison fand am 1. April 2007 auf dem Martinsville Speedway in Martinsville, Virginia statt.
Fahrer, die sich nicht für das Rennen qualifizierten: Bradley Riethmeyer (#49), Brian Sockwell (#54), Shane Sieg (#28), Chris Jones (#87), Tim Cowen (#42)
Top 10 Platzierungen:
| Platz | Nr. | Fahrer           | Team                       |
| ----- | --- | ---------------- | -------------------------- |
| 1     | 5   | Mike Skinner     | Bill Davis Racing          |
| 2     | 30  | Todd Bodine      | Germain Racing             |
| 3     | 14  | Rick Crawford    | Circle Bar Racing          |
| 4     | 2   | Kevin Harvick    | Kevin Harvick Incorporated |
| 5     | 9   | Ted Musgrave     | Germain Racing             |
| 6     | 33  | Ron Hornaday Jr. | Kevin Harvick Inc.         |
| 7     | 1   | Aaron Fike       | Red Horse Racing           |
| 8     | 36  | Tyler Walker     | Bill Davis Racing          |
| 9     | 46  | Timothy Peters   | Morgan-Dollar Motorsports  |
| 10    | 23  | Johnny Benson    | Bill Davis Racing          |

### O’Reilly Auto Parts 250 – Kansas City, Kansas
Das fünfte Rennen der Saison fand am 28. April 2007 auf dem Kansas Speedway in Kansas, Kansas statt.
Top 10 Platzierungen:
| Platz | Nr. | Fahrer           | Team                       |
| ----- | --- | ---------------- | -------------------------- |
| 1     | 99  | Erik Darnell     | Roush Fenway Racing        |
| 2     | 14  | Rick Crawford    | Circle Bar Racing          |
| 3     | 60  | Jack Sprague     | Wyler Racing               |
| 4     | 23  | Johnny Benson    | Bill Davis Racing          |
| 5     | 5   | Mike Skinner     | Bill Davis Racing          |
| 6     | 33  | Ron Hornaday Jr. | Kevin Harvick Incorporated |
| 7     | 30  | Todd Bodine      | Germain Racing             |
| 8     | 1   | Aaron Fike       | Red Horse Racing           |
| 9     | 59  | Terry Cook       | HT Motorsports             |
| 10    | 88  | Matt Crafton     | ThorSport Racing           |

### Quaker Steak and Lube 200 – Concord, North Carolina
Das sechste Rennen der Saison fand am 18. Mai 2007 auf dem Lowe’s Motor Speedway in Concord, North Carolina statt.
Top 10 Platzierungen:
| Platz | Nr. | Fahrer             | Team                        |
| ----- | --- | ------------------ | --------------------------- |
| 1     | 33  | Ron Hornaday Jr.   | Kevin Harvick Incorporated  |
| 2     | 00  | A. J. Allmendinger | Darrell Waltrip Motorsports |
| 3     | 30  | Todd Bodine        | Germain Racing              |
| 4     | 21  | Mark Martin        | Wood Brothers/JTG Racing    |
| 5     | 9   | Ted Musgrave       | Germain Racing              |
| 6     | 16  | Mike Bliss         | Xpress Motorsports          |
| 7     | 88  | Matt Crafton       | ThorSport Racing            |
| 8     | 5   | Mike Skinner       | Bill Davis Racing           |
| 9     | 50  | T. J. Bell         | Roush Fenway Racing         |
| 10    | 14  | Rick Crawford      | Circle Bar Racing           |

### NCTS Ohio 250 – Mansfield, Ohio
Das siebte Rennen der Saison fand am 26. Mai 2007 im Mansfield Motorsports Park in Mansfield, Ohio statt.
Top 10 Platzierungen:
| Platz | Nr. | Fahrer           | Team                       |
| ----- | --- | ---------------- | -------------------------- |
| 1     | 75  | Dennis Setzer    | Spears Motorsports         |
| 2     | 60  | Jack Sprague     | Wyler Racing               |
| 3     | 18  | Ken Schrader     | Bobby Hamilton Racing      |
| 4     | 5   | Mike Skinner     | Bill Davis Racing          |
| 5     | 23  | Johnny Benson    | Bill Davis Racing          |
| 6     | 33  | Ron Hornaday Jr. | Kevin Harvick Incorporated |
| 7     | 6   | Travis Kvapil    | Roush Fenway Racing        |
| 8     | 9   | Ted Musgrave     | Germain Racing             |
| 9     | 77  | Brendan Gaughan  | South Point Racing         |
| 10    | 4   | Kevin Hamlin     | Bobby Hamilton Racing      |

### AAA Insurance 200 – Dover, Delaware
Das achte Rennen der Saison fand am 1. Juni 2007 auf dem Dover International Speedway in Dover, Delaware statt.
Top 10 Platzierungen:
| Platz | Nr. | Fahrer             | Team                        |
| ----- | --- | ------------------ | --------------------------- |
| 1     | 33  | Ron Hornaday Jr.   | Kevin Harvick Incorporated  |
| 2     | 09  | Stacy Compton      | Wood Brothers/JTG Racing    |
| 3     | 6   | Travis Kvapil      | Roush Fenway Racing         |
| 4     | 23  | Johnny Benson      | Bill Davis Racing           |
| 5     | 4   | Mike Bliss         | Bobby Hamilton Racing       |
| 6     | 21  | Mark Martin        | Wood Brothers/JTG Racing    |
| 7     | 5   | Mike Skinner       | Bill Davis Racing           |
| 8     | 59  | Terry Cook         | HT Motorsports              |
| 9     | 00  | A. J. Allmendinger | Darrell Waltrip Motorsports |
| 10    | 1   | Aaron Fike         | Red Horse Racing            |

### Sam's Town 400 – Fort Worth, Texas
Das neunte Rennen der Saison fand am 8. Juni 2007 auf dem Texas Motor Speedway in Fort Worth, Texas statt.
Top 10 Platzierungen:
| Platz | Nr. | Fahrer           | Team                       |
| ----- | --- | ---------------- | -------------------------- |
| 1     | 30  | Todd Bodine      | Germain Racing             |
| 2     | 5   | Mike Skinner     | Bill Davis Racing          |
| 3     | 14  | Rick Crawford    | Circle Bar Racing          |
| 4     | 33  | Ron Hornaday Jr. | Kevin Harvick Incorporated |
| 5     | 10  | David Starr      | Circle Bar Racing          |
| 6     | 6   | Travis Kvapil    | Roush Fenway Racing        |
| 7     | 88  | Matt Crafton     | ThorSport Racing           |
| 8     | 18  | Ken Schrader     | Bobby Hamilton Racing      |
| 9     | 9   | Ted Musgrave     | Germain Racing             |
| 10    | 21  | Stacy Compton    | Wood Brothers/JTG Racing   |

### Michigan 200 – Brooklyn, Michigan
Das zehnte Rennen der Saison fand am 16. Juni 2007 auf dem Michigan International Speedway in Brooklyn, Michigan statt.
Top 10 Platzierungen:
| Platz | Nr. | Fahrer           | Team                       |
| ----- | --- | ---------------- | -------------------------- |
| 1     | 6   | Travis Kvapil    | Roush Fenway Racing        |
| 2     | 51  | Kyle Busch       | Billy Ballew Motorsports   |
| 3     | 77  | Brendan Gaughan  | South Point Racing         |
| 4     | 5   | Mike Skinner     | Bill Davis Racing          |
| 5     | 9   | Ted Musgrave     | Germain Racing             |
| 6     | 14  | Rick Crawford    | Circle Bar Racing          |
| 7     | 30  | Todd Bodine      | Germain Racing             |
| 8     | 2   | Kevin Harvick    | Kevin Harvick Incorporated |
| 9     | 23  | Johnny Benson    | Bill Davis Racing          |
| 10    | 33  | Ron Hornaday Jr. | Kevin Harvick Incorporated |

### Toyota Tundra Milwaukee 200 – West Allis, Wisconsin
Das elfte Rennen der Saison fand am 22. Juni 2007 auf der Milwaukee Mile in West Allis, Wisconsin statt.
Top 10 Platzierungen:
| Platz | Nr. | Fahrer           | Team                       |
| ----- | --- | ---------------- | -------------------------- |
| 1     | 23  | Johnny Benson    | Bill Davis Racing          |
| 2     | 33  | Ron Hornaday Jr. | Kevin Harvick Incorporated |
| 3     | 30  | Todd Bodine      | Germain Racing             |
| 4     | 5   | Mike Skinner     | Bill Davis Racing          |
| 5     | 14  | Rick Crawford    | Circle Bar Racing          |
| 6     | 99  | Erik Darnell     | Roush Fenway Racing        |
| 7     | 4   | Mike Bliss       | Bobby Hamilton Racing      |
| 8     | 6   | Travis Kvapil    | Roush Fenway Racing        |
| 9     | 88  | Matt Crafton     | ThorSport Racing           |
| 10    | 10  | David Starr      | Circle Bar Racing          |

### O’Reilly 200 – Memphis, Tennessee
Das zwölfte Rennen der Saison fand am 30. Juni 2007 im Memphis Motorsports Park in Memphis, Tennessee statt.
Top 10 Platzierungen:
| Platz | Nr. | Fahrer           | Team                       |
| ----- | --- | ---------------- | -------------------------- |
| 1     | 6   | Travis Kvapil    | Roush Fenway Racing        |
| 2     | 60  | Jack Sprague     | Wyler Racing               |
| 3     | 33  | Ron Hornaday Jr. | Kevin Harvick Incorporated |
| 4     | 5   | Mike Skinner     | Bill Davis Racing          |
| 5     | 1   | Aaron Fike       | Red Horse Racing           |
| 6     | 36  | Ryan Mathews     | Bill Davis Racing          |
| 7     | 23  | Johnny Benson    | Bill Davis Racing          |
| 8     | 30  | Todd Bodine      | Germain Racing             |
| 9     | 99  | Erik Darnell     | Roush Fenway Racing        |
| 10    | 88  | Matt Crafton     | ThorSport Racing           |

### Built Ford Tough 225 – Sparta, Kentucky
Das 13. Rennen der Saison fand am 14. Juli 2007 im Kentucky Speedway in Sparta, Kentucky statt.
Top 10 Platzierungen:
| Platz | Nr. | Fahrer           | Team                       |
| ----- | --- | ---------------- | -------------------------- |
| 1     | 5   | Mike Skinner     | Bill Davis Racing          |
| 2     | 6   | Travis Kvapil    | Roush Fenway Racing        |
| 3     | 9   | Ted Musgrave     | Germain Racing             |
| 4     | 22  | Ryan Mathews     | Bill Davis Racing          |
| 5     | 1   | David Green      | Red Horse Racing           |
| 6     | 21  | Jon Wood         | Wood Brothers/JTG Racing   |
| 7     | 09  | Joey Clanton     | Wood Brothers/JTG Racing   |
| 8     | 15  | Bill Lester      | Billy Ballew Motorsports   |
| 9     | 4   | Mike Bliss       | Bobby Hamilton Racing      |
| 10    | 33  | Ron Hornaday Jr. | Kevin Harvick Incorporated |

### Power Stroke Diesel 200 – Clermont, Indiana
Das 14. Rennen der Saison fand am 14. Juli 2007 im O’Reilly Raceway Park at Indianapolis in Indianapolis, Indiana statt.
Top 10 Platzierungen:
| Platz | Nr. | Fahrer           | Team                       |
| ----- | --- | ---------------- | -------------------------- |
| 1     | 33  | Ron Hornaday Jr. | Kevin Harvick Incorporated |
| 2     | 23  | Johnny Benson    | Bill Davis Racing          |
| 3     | 6   | Travis Kvapil    | Roush Fenway Racing        |
| 4     | 14  | Rick Crawford    | Circle Bar Racing          |
| 5     | 18  | Ken Schrader     | Bobby Hamilton Racing      |
| 6     | 30  | Todd Bodine      | Germain Racing             |
| 7     | 99  | Erik Darnell     | Roush Fenway Racing        |
| 8     | 47  | Regan Smith      | Morgan-Dollar Motorsports  |
| 9     | 60  | Jack Sprague     | Wyler Racing               |
| 10    | 77  | Brendan Gaughan  | South Point Racing         |

### Toyota Tundra 200 – Nashville, Tennessee
Das 15. Rennen der Saison fand am 11. August 2007 im Nashville Superspeedway in Nashville, Tennessee statt.
Top 10 Platzierungen:
| Platz | Nr. | Fahrer           | Team                       |
| ----- | --- | ---------------- | -------------------------- |
| 1     | 6   | Travis Kvapil    | Roush Fenway Racing        |
| 2     | 33  | Ron Hornaday Jr. | Kevin Harvick Incorporated |
| 3     | 5   | Mike Skinner     | Bill Davis Racing          |
| 4     | 10  | David Starr      | Circle Bar Racing          |
| 5     | 30  | Todd Bodine      | Germain Racing             |
| 6     | 14  | Rick Crawford    | Circle Bar Racing          |
| 7     | 21  | Jon Wood         | Wood Brothers/JTG Racing   |
| 8     | 9   | Ted Musgrave     | Germain Racing             |
| 9     | 99  | Erik Darnell     | Roush Fenway Racing        |
| 10    | 09  | Joey Clanton     | Wood Brothers/JTG Racing   |

### O’Reilly Auto Parts 200 – Bristol, Tennessee
Das 16. Rennen der Saison fand am 22. August 2007 auf dem Bristol Motor Speedway in Bristol, Tennessee statt.
Fahrer, der sich nicht qualifizierte: Brian Sockwell (#54)
Top 10 Platzierungen:
| Platz | Nr. | Fahrer            | Automarke | Team                       |
| ----- | --- | ----------------- | --------- | -------------------------- |
| 1     | 23  | Johnny Benson     | Toyota    | Bill Davis Racing          |
| 2     | 77  | Brendan Gaughan   | Chevrolet | South Point Racing         |
| 3     | 21  | Mark Martin       | Ford      | Wood Brothers/JTG Racing   |
| 4     | 5   | Mike Skinner      | Toyota    | Bill Davis Racing          |
| 5     | 14  | Rick Crawford     | Ford      | Circle Bar Racing          |
| 6     | 33  | Ron Hornaday Jr.  | Chevrolet | Kevin Harvick Incorporated |
| 7     | 4   | Mike Bliss        | Dodge     | Bobby Hamilton Racing      |
| 8     | 60  | Jack Sprague      | Toyota    | Wyler Racing               |
| 9     | 2   | Cale Gale         | Chevrolet | Kevin Harvick Incorporated |
| 10    | 50  | Danny O’Quinn jr. | Ford      | Roush Fenway Racing        |

### Missouri/Illinois Dodge Dealers Ram Tough 200 – Madison, Illinois
Das 17. Rennen der Saison fand am 1. September 2007 auf dem Gateway International Raceway in Madison, Illinois statt.
Top 10 Platzierungen:
| Platz | Nr. | Fahrer           | Automarke | Team                       |
| ----- | --- | ---------------- | --------- | -------------------------- |
| 1     | 23  | Johnny Benson    | Toyota    | Bill Davis Racing          |
| 2     | 33  | Ron Hornaday Jr. | Chevrolet | Kevin Harvick Incorporated |
| 3     | 9   | Ted Musgrave     | Toyota    | Germain Racing             |
| 4     | 30  | Todd Bodine      | Toyota    | Germain Racing             |
| 5     | 47  | Regan Smith      | Chevrolet | Morgan-Dollar Motorsports  |
| 6     | 6   | Travis Kvapil    | Ford      | Roush Fenway Racing        |
| 7     | 99  | Erik Darnell     | Ford      | Roush Fenway Racing        |
| 8     | 00  | Josh Wise        | Toyota    | Michael Waltrip Racing     |
| 9     | 88  | Matt Crafton     | Chevrolet | ThorSport Racing           |
| 10    | 77  | Brendan Gaughan  | Chevrolet | South Point Racing         |

### New Hampshire 200 – Loudon, New Hampshire
Das 18. Rennen der Saison fand am 15. September 2007 auf dem New Hampshire International Speedway in Loudon, New Hampshire statt.
Fahrer, der sich nicht qualifizierte: Sean Caisse (#03)
Top 10 Platzierungen:
| Platz | Nr. | Fahrer           | Automarke | Team                       |
| ----- | --- | ---------------- | --------- | -------------------------- |
| 1.    | #33 | Ron Hornaday Jr. | Chevrolet | Kevin Harvick Incorporated |
| 2.    | #99 | Erik Darnell     | Ford      | Roush Fenway Racing        |
| 3.    | #5  | Mike Skinner     | Toyota    | Bill Davis Racing          |
| 4.    | #30 | Todd Bodine      | Toyota    | Germain Racing             |
| 5.    | #4  | Mike Bliss       | Dodge     | Bobby Hamilton Racing      |
| 6.    | #14 | Rick Crawford    | Ford      | Circle Bar Racing          |
| 7.    | #9  | Ted Musgrave     | Toyota    | Germain Racing             |
| 8.    | #23 | Johnny Benson    | Toyota    | Bill Davis Racing          |
| 9.    | #21 | Jon Wood         | Ford      | Wood Brothers/JTG Racing   |
| 10.   | #15 | Shane Sieg       | Chevrolet | Billy Ballew Motorsports   |

### Smith's Las Vegas 350 – Las Vegas, Nevada
Das 19. Rennen der Saison fand am 22. September 2007 auf dem Las Vegas Motor Speedway in Las Vegas, Nevada statt.
Top 10 Platzierungen:
| Platz | Nr. | Fahrer        | Automarke | Team                     |
| ----- | --- | ------------- | --------- | ------------------------ |
| 1.    | #6  | Travis Kvapil | Ford      | Roush Fenway Racing      |
| 2.    | #23 | Johnny Benson | Toyota    | Bill Davis Racing        |
| 3.    | #21 | Jon Wood      | Ford      | Wood Brothers/JTG Racing |
| 4.    | #59 | Terry Cook    | Toyota    | HT Motorsports           |
| 5.    | #99 | Erik Darnell  | Ford      | Roush Fenway Racing      |
| 6.    | #00 | Josh Wise     | Toyota    | Michael Waltrip Racing   |
| 7.    | #18 | Dennis Setzer | Dodge     | Bobby Hamilton Racing    |
| 8.    | #09 | Stacy Compton | Ford      | Wood Brothers/JTG Racing |
| 9.    | #14 | Rick Crawford | Ford      | Circle Bar Racing        |
| 10.   | #8  | Chad McCumbee | Chevrolet | MRD Motorsports          |

### Mountain Dew 250 – Talladega, Alabama
Das 20. Rennen der Saison fand am 6. Oktober 2007 auf dem Talladega Superspeedway in Talladega, Alabama statt.
Top 10 Platzierungen:
| Platz | Nr. | Fahrer           | Automarke | Team                       |
| ----- | --- | ---------------- | --------- | -------------------------- |
| 1.    | #30 | Todd Bodine      | Toyota    | Germain Racing             |
| 2.    | #14 | Rick Crawford    | Ford      | Circle Bar Racing          |
| 3.    | #23 | Johnny Benson    | Toyota    | Bill Davis Racing          |
| 4.    | #1  | Jason Leffler    | Toyota    | Red Horse Racing           |
| 5.    | #18 | Dennis Setzer    | Dodge     | Bobby Hamilton Racing      |
| 6.    | #13 | Willie Allen     | Chevrolet | ThorSport Racing           |
| 7.    | #33 | Ron Hornaday Jr. | Chevrolet | Kevin Harvick Incorporated |
| 8.    | #40 | Chad Chaffin     | Chevrolet | Key Motorsports            |
| 9.    | #47 | Regan Smith      | Chevrolet | Dale Earnhardt Inc.        |
| 10.   | #21 | Jon Wood         | Ford      | Wood Brothers/JTG Racing   |

### Kroger 200 – Martinsville, Virginia
Das 21. Rennen der Saison fand am 20. Oktober 2007 auf dem Martinsville Speedway in Martinsville, Virginia statt.
Top 10 Platzierungen:
| Platz | Nr. | Fahrer           | Automarke | Team                       |
| ----- | --- | ---------------- | --------- | -------------------------- |
| 1.    | #5  | Mike Skinner     | Toyota    | Bill Davis Racing          |
| 2.    | #60 | Jack Sprague     | Toyota    | Wyler Racing               |
| 3.    | #33 | Ron Hornaday Jr. | Chevrolet | Kevin Harvick Incorporated |
| 4.    | #10 | David Starr      | Ford      | Circle Bar Racing          |
| 5.    | #14 | Rick Crawford    | Ford      | Circle Bar Racing          |
| 6.    | #4  | Mike Bliss       | Dodge     | Bobby Hamilton Racing      |
| 7.    | #40 | Chad Chaffin     | Chevrolet | Key Motorsports            |
| 8.    | #9  | Ted Musgrave     | Toyota    | Germain Racing             |
| 9.    | #23 | Johnny Benson    | Toyota    | Bill Davis Racing          |
| 10.   | #18 | Dennis Setzer    | Dodge     | Bobby Hamilton Racing      |

### EasyCare Vehicle Service Contracts 200 – Hampton, Georgia
Das 22. Rennen der Saison fand am 27. Oktober 2007 auf dem Atlanta Motor Speedway in Hampton, Georgia statt.
Top 10 Platzierungen:
| Platz | Nr. | Fahrer           | Automarke | Team                       |
| ----- | --- | ---------------- | --------- | -------------------------- |
| 1.    | #51 | Kyle Busch       | Chevrolet | Billy Ballew Motorsports   |
| 2.    | #33 | Ron Hornaday Jr. | Chevrolet | Kevin Harvick Incorporated |
| 3.    | #23 | Johnny Benson    | Toyota    | Bill Davis Racing          |
| 4.    | #21 | Mark Martin      | Ford      | Wood Brothers/JTG Racing   |
| 5.    | #5  | Mike Skinner     | Toyota    | Bill Davis Racing          |
| 6.    | #09 | Joey Clanton     | Ford      | Wood Brothers/JTG Racing   |
| 7.    | #88 | Matt Crafton     | Chevrolet | ThorSport Racing           |
| 8.    | #77 | Brendan Gaughan  | Chevrolet | South Point Racing         |
| 9.    | #9  | Ted Musgrave     | Toyota    | Germain Racing             |
| 10.   | #59 | Terry Cook       | Toyota    | HT Motorsports             |

### Silverado 350K – Fort Worth, Texas
Das 23. Rennen der Saison fand am 2. November 2007 auf dem Texas Motor Speedway in Fort Worth, Texas statt.
Fahrer, der sich nicht qualifizierte: Wayne Edwards (#71)
Top 10 Platzierungen:
| Platz | Nr. | Fahrer          | Automarke | Team                     |
| ----- | --- | --------------- | --------- | ------------------------ |
| 1     | 9   | Ted Musgrave    | Toyota    | Germain Racing           |
| 2     | 77  | Brendan Gaughan | Chevrolet | South Point Racing       |
| 3     | 5   | Mike Skinner    | Toyota    | Bill Davis Racing        |
| 4     | 4   | Mike Bliss      | Dodge     | Bobby Hamilton Racing    |
| 5     | 14  | Rick Crawford   | Ford      | Circle Bar Racing        |
| 6     | 60  | Jack Sprague    | Toyota    | Wyler Racing             |
| 7     | 88  | Matt Crafton    | Chevrolet | ThorSport Racing         |
| 8     | 21  | Jon Wood        | Ford      | Wood Brothers/JTG Racing |
| 9     | 1   | Jason Leffler   | Toyota    | Red Horse Racing         |
| 10    | 07  | Tim Sauter      | Chevrolet | Green Light Racing       |

### Casino Arizona 150 – Avondale, Arizona
Das 24. Rennen der Saison fand am 9. November 2007 auf dem Phoenix International Raceway in Avondale, Arizona statt.
Fahrer, die sich nicht qualifizierten: Jason White (#7), Tim Schendel (#31)
Top 10 Platzierungen:
| Platz | Nr. | Fahrer           | Automarke | Team                       |
| ----- | --- | ---------------- | --------- | -------------------------- |
| 1     | #51 | Kyle Busch       | Chevrolet | Billy Ballew Motorsports   |
| 2     | #33 | Ron Hornaday Jr. | Chevrolet | Kevin Harvick Incorporated |
| 3     | #4  | Mike Bliss       | Dodge     | Bobby Hamilton Racing      |
| 4     | #1  | Jason Leffler    | Toyota    | Red Horse Racing           |
| 5     | #2  | Kevin Harvick    | Chevrolet | Kevin Harvick Incorporated |
| 6     | #30 | Todd Bodine      | Toyota    | Germain Racing             |
| 7     | #23 | Johnny Benson    | Toyota    | Bill Davis Racing          |
| 8     | #5  | Mike Skinner     | Toyota    | Bill Davis Racing          |
| 9     | #18 | Dennis Setzer    | Dodge     | Bobby Hamilton Racing      |
| 10    | #60 | Jack Sprague     | Toyota    | Wyler Racing               |

### Ford 200 – Homestead, Florida
Das 25. und letzte Rennen der Saison fand am 16. November 2007 auf dem Homestead-Miami Speedway in Homestead, Florida statt.
Fahrer, die sich nicht qualifizierten: Scott Lynch (#63), Kevin Lepage (#86), Tim Schendel (#31), Jason White (#7), Bryan Silas (#71)
Top 10 Platzierungen:
| Platz | Nr. | Fahrer           | Automarke | Team                        |
| ----- | --- | ---------------- | --------- | --------------------------- |
| 1     | 23  | Johnny Benson    | Toyota    | Bill Davis Racing           |
| 2     | 51  | Kyle Busch       | Chevrolet | Billy Ballew Motorsports    |
| 3     | 14  | Rick Crawford    | Ford      | Circle Bar Racing           |
| 4     | 2   | Kevin Harvick    | Chevrolet | Kevin Harvick Incorporated  |
| 5     | 1   | Jason Leffler    | Toyota    | Red Horse Racing            |
| 6     | 10  | David Starr      | Ford      | Circle Bar Racing           |
| 7     | 33  | Ron Hornaday Jr. | Chevrolet | Kevin Harvick Incorporated  |
| 8     | 03  | Justin Marks     | Toyota    | Germain Racing              |
| 9     | 47  | Regan Smith      | Chevrolet | Dale Earnhardt Incorporated |
| 10    | 22  | Dave Blaney      | Toyota    | Bill Davis Racing           |

## Punktestände am Saisonende

### Fahrerwertung
| Platz | Fahrer           | Punkte | Rückstand auf Führenden | Starts | Pole-Positions | Siege | Top 5 | Top 10 | Automarke                |
| ----- | ---------------- | ------ | ----------------------- | ------ | -------------- | ----- | ----- | ------ | ------------------------ |
| 1     | Ron Hornaday Jr. | 3982   | Meister                 | 25     | 1              | 4     | 13    | 22     | Chevrolet                |
| 2     | Mike Skinner     | 3928   | (-)54                   | 25     | 11             | 5     | 17    | 20     | Toyota                   |
| 3     | Johnny Benson    | 3557   | (-)425                  | 25     | 0              | 4     | 12    | 19     | Toyota                   |
| 4     | Todd Bodine      | 3525   | (-)457                  | 25     | 2              | 2     | 10    | 16     | Toyota                   |
| 5     | Rick Crawford    | 3523   | (-)459                  | 25     | 0              | 0     | 11    | 18     | Ford                     |
| 6     | Travis Kvapil    | 3511   | (-)471                  | 25     | 3              | 4     | 8     | 12     | Ford                     |
| 7     | Ted Musgrave     | 3183   | (-)799                  | 24     | 0              | 1     | 7     | 15     | Toyota                   |
| 8     | Matt Crafton     | 3060   | (-)922                  | 25     | 0              | 0     | 1     | 10     | Chevrolet                |
| 9     | Jack Sprague     | 3001   | (-)981                  | 25     | 2              | 1     | 6     | 10     | Toyota                   |
| 10    | David Starr      | 2921   | (-)1061                 | 25     | 0              | 0     | 3     | 5      | Ford                     |
| 11    | Brendan Gaughan  | 2876   | (-)1106                 | 25     | 0              | 0     | 3     | 8      | Chevrolet                |
| 12    | Erik Darnell     | 2875   | (-)1107                 | 25     | 0              | 1     | 3     | 8      | Ford                     |
| 13    | Dennis Setzer    | 2851   | (-)1131                 | 25     | 0              | 1     | 2     | 6      | Chevrolat                |
| 14    | Terry Cook       | 2568   | (-)1414                 | 25     | 0              | 0     | 1     | 4      | Toyota                   |
| 15    | Willie Allen (R) | 2524   | (-)1458                 | 25     | 0              | 0     | 0     | 1      | Chevrolet                |
| 16    | Tim Sauter (R)   | 2497   | (-)1485                 | 25     | 0              | 0     | 0     | 1      | Chevrolet                |
| 17    | Mike Bliss       | 2186   | (-)1796                 | 18     | 0              | 0     | 4     | 10     | Chevrolet / Ford / Dodge |
| 18    | Chad McCumbee    | 2172   | (-)1810                 | 22     | 0              | 0     | 0     | 1      | Chevrolet                |
| 19    | Ken Schrader     | 1913   | (-)2069                 | 17     | 0              | 0     | 2     | 3      | Dodge                    |
| 20    | Joey Clanton (R) | 1670   | (-)2312                 | 16     | 0              | 0     | 0     | 5      | Ford                     |
| 21    | Stacy Compton    | 1632   | (-)2350                 | 14     | 0              | 0     | 1     | 3      | Chevrolet/Ford           |
| 22    | T. J. Bell       | 1569   | (-)2413                 | 16     | 0              | 0     | 0     | 1      | Ford                     |
| 23    | Bill Lester      | 1550   | (-)2432                 | 15     | 0              | 0     | 0     | 1      | Chevrolet                |
| 24    | Ryan Mathews     | 1494   | (-)2488                 | 13     | 1              | 0     | 1     | 2      | Dodge/Toyota             |
| 25    | Aaron Fike (R)   | 1487   | (-)2495                 | 12     | 0              | 0     | 1     | 4      | Toyota                   |
| 26    | Kyle Busch       | 1466   | (-)2516                 | 11     | 0              | 2     | 4     | 4      | Chevrolet                |
| 27    | Jon Wood         | 1432   | (-)2550                 | 11     | 1              | 0     | 1     | 6      | Ford                     |
| 28    | Jason White (R)  | 1404   | (-)2578                 | 18     | 0              | 0     | 0     | 0      | Chevrolet / Dodge / Ford |
| 29    | Blake Bjorklund  | 1355   | (-)2627                 | 15     | 0              | 0     | 0     | 0      | Chevrolet                |
| 30    | Clay Rogers      | 1237   | (-)2745                 | 13     | 0              | 0     | 0     | 0      | Chevrolet                |

(R) = Rookie (Neuling)
Fahrerwechsel:
- Am 29. Mai entließ Bill Davis Racing den Fahrer Tyler Walker aufgrund von Drogenkonsum. Ryan Mathews übernahm das Cockpit.
- Am 27. Juni wurde Ted Musgrave von der NASCAR aufgrund eines aggressiven Fahrmanövers im Toyota Tundra Milwaukee 200 für ein Rennen gesperrt. Kelly Bires übernahm in diesem Rennen das Auto.
- Am 9. Juli wurden Aaron Fike und seine Verlobte im Warren County in Ohio von der Polizei gestoppt. Dabei stellte sich heraus, dass beide Heroin konsumiert haben. Fike wurde von der NASCAR gesperrt. Ab dem Built Ford Tough 225 auf dem Kentucky Speedway pilotierte der ehemaligen Busch-Series-Champion David Green den Wagen mit der Startnummer 1, den Fike zuvor fuhr. In den letzten Rennen der Saison ersetzte Jason Leffler David Green.
- Am 20. August wurde bekanntgegeben, dass Chad McCumbee Blake Bjorklund in der Startnummer 8 ersetzten wird. Zuvor fuhr McCumbee die Startnummer 08.

### Rookie of the Year Wertung
| Platz | Fahrer          | Team                     | Automarke | Punkte | Rückstand auf Führenden |
| ----- | --------------- | ------------------------ | --------- | ------ | ----------------------- |
| 1     | Willie Allen    | ThorSport Racing         | Chevrolet | 196    | Rookie of the Year      |
| 2     | Tim Sauter      | Green Light Racing       | Chevrolet | 188    | (-)8                    |
| 3     | Joey Clanton    | Wood Brothers/JTG Racing | Ford      | 179    | (-)17                   |
| 4     | Jason White     | Pennington Motorsports   | Dodge     | 145    | (-)51                   |
| 5     | Blake Bjorklund | MRD Motorsports          | Chevrolet | 130    | (-)66                   |

Für Infos zum Punktesystem der Rookie-Wertung siehe NASCAR Rookie of the Year Award.